# Наталија Соколова (атлетичарка)
Наталија Димитријевна Соколова (рус. Наталья Дмитриевна Соколова; Москва, 6. октобар 1949) је бивша совјетска атлетска репрезентативка и освајачица медаља на олимпијским играма и европском првенству. Такмичила се у трчању на 400 м, а у репрезентацији је поред појединачног такмичења била и члан штафете 4 х 400 м. Била је члан Атлетског клуба Динамо из Москве.
Први велики успех постигла је на Европском првенству 1974. у Риму када је са штафетом 4 х 400 м у саставу: Инта Климовича, Ingrida Barkane, Надежда Иљина и Наталија Соколова, освојила бронзану медаљу резултатом 3:26,1.
Две године касније одлази на Олимпијске игре у Монтреал. Такмичла се у појединачнној конкуренцији на 400 м и испада у полуфиналу (51,95), али је са штафетом 4 х 400 метара освојила бронзану медаљу. Штафета се такмичила у саставу:Инта Климовича.Људмила Аксјонова, Наталија Соколова и Надежда Иљина и постигла резултат 3:24,24
Освојила је сребрну медаљу на Летњој универзијади 1977. у Софији, када је у трчању на 400 м била друга резултатом 52,15 секунди.
Лични рекорд Наталије Соколове на 400 м износи 51,43 постигнут 1976.